# Gerhard Briksa
Gerhard Briksa (* 18. November 1924 in Berlin) ist ein deutscher Politiker. Er war Minister für Handel und Versorgung der DDR.

## Leben
Der Sohn eines Kaufmanns absolvierte nach dem Besuch der Volksschule von 1941 bis 1942 eine Unteroffiziers-Vorschule und war von 1942 bis 1944 als Freiwilliger Unteroffizier der deutschen Wehrmacht. Von 1944 bis 1948 war er in sowjetischer Kriegsgefangenschaft und besuchte die Antifa-Schule in Minsk.
Nach seiner Rückkehr nach Deutschland trat er der SED bei. Er war von 1948 bis 1950 im VEB Tonwerk Dommitzsch zunächst als Arbeiter, dann als Einkäufer und zuletzt als Betriebsassistent beschäftigt. Nach dem Besuch der Wirtschaftsschule Gotha 1950 studierte er bis 1952 an der Deutschen Verwaltungsakademie in Forst Zinna und war anschließend Assistent, dann Werkleiter des VEB Schamottewerk Rietschen.  
Briksa wurde 1953 hauptamtlicher Parteifunktionär. Bis 1955 war er Sekretär für Wirtschaft und bis 1956 Erster Sekretär der SED-Kreisleitung Weißwasser (Nachfolger von Heinz Krüger). Von 1956 bis 1960 studierte Briksa an der Akademie für Gesellschaftswissenschaften der KPdSU in Moskau. Ab 1960 war er Mitarbeiter beim Zentralkomitee der SED, von 1962 bis 1972 Leiter der Abteilung Leicht- und Lebensmittelindustrie (Nachfolger von Paul Sonnenburg). Gleichzeitig war er Mitglied des Büros für Industrie und Bauwesen beim Politbüro. Vom 22. November 1972 bis 18. November 1989 (seinem 65. Geburtstag) amtierte er als Minister für Handel und Versorgung.

## Auszeichnungen
- 1967 Vaterländischer Verdienstorden in Silber, 1969 in Bronze und 1974 in Gold
- 1978 Ehrentitel Verdienter Mitarbeiter des Handels der Deutschen Demokratischen Republik
- 1984 Ehrenspange zum Vaterländischen Verdienstorden in Gold[2]
- 1989 Ehrentitel Held der Arbeit[3]

## Veröffentlichungen
- Die Aufgaben des Handels bei der besseren Versorgung der Bevölkerung mit Konsumgütern, Berlin 1977
- Zu einigen Aufgaben des Handels bei der Sicherung einer planmässigen Versorgung der Bevölkerung, Berlin 1977
- Zu einigen Aufgaben des Handels bei der weiteren Verbesserung der Versorgung der Bevölkerung mit Konsumgütern, Berlin 1978